# Dircinha Batista
Dirce Grandino de Oliveira (São Paulo, 7 de abril de 1922 - Río de Janeiro, 18 de junio de 1999), conocida como Dircinha Batista fue una actriz y cantante brasileña. Fue hija de Batista Júnior y hermana de Linda Batista.
Dircinha y su hermana Linda conocerían la fama siendo jóvenes y luego se ganarían la admiración del entonces presidente Getúlio Vargas que las elevó a la condición de "patrimonio nacional" y se volverían campeonas de ventas de la RCA Victor los años 1940, 1950. En los años 1960, aún en el apogeo de su carrera Dircinha ya luchaba contra la depresión y acostumbraba a ser internada en clínicas y sanatorios.
A los 13 años, Dircinha actuó en la película Alô, Alô, Brasil de Wallace Downey y al año siguiente en Alô, Alô Carnaval de Adhemar Gonzaga, otro gran éxito de la época de la canchada. La carrera de la cantante comenzó cuando Francisco Alves la presentó en su programa en Rádio Cajuti como "la niña de la garganta de pájaro". Fue elegida Reina de la Radio en 1949.
Rodeada por su madre y que nunca había estado casada. Dircinha se alejó del mundo en 1974, después de la muerte de Dona Neném, a partir  de ese momento permanecería aislada en su apartamento de Copacabana bajo los cuidados de su hermana Linda. En sus últimos años vivía prácticamente aislada del mundo internada en el Centro Gerontológico Mercedes Miranda, de la Casa de Saúde Dr. Eiras, en Botafogo.
Murió de un paro cardiorrespiratorio el 18 de junio de 1999 a los 77 años en el Hospital São Lucas, su cuerpo fue velado en la capilla del Cementerio de San Juan Bautista, donde fue realizado el entierro.

## Biografía
Dircinha Batista fue una cantante de gran éxito. En más de cuarenta años de carrera, grabó más de trescientos discos de 78 RPM con muchos grandes éxitos, especialmente músicas carnavalescas. Actuó en dieciséis películas. Una niña prodigio. Dircinha comenzó a presentarse en festivales a los 6 años de edad. Comenzó a participar en los espectáculos de su padre en Río de Janeiro y en São Paulo a partir de aquel año.
En 1930, a los 8 años, grabó su primer disco para la Columbia, con dos composiciones de Batista Júnior, Borboleta Azul y Dircinha. En 1931, se convirtió en miembro del programa de Francisco Alves en Rádio Cajuti, donde trabajó hasta sus 10 años, luego se cambió a Rádio Clube do Brasil. En 1933, grabó A Órfã y Anjo Enfermo, de Cândido das Neves, con acompañamiento del compositor de la guitarra clásica junto con Tute. A los 13 años en la película Alô, Alô, Brasil, y al año siguiente en Alô, Alô Carnaval (ambas de Wallace Downey). En 1936, grabó dos discos para la Victor.
En 1937, Benedito Lacerda la invitó para grabar su samba Não Chora con él, como solista (con Darci de Oliveira). Después de la grabación, sin saber qué utilizar en el otro lado del disco, él le pidió a Nássara (que estaba en el estudio) para darle una de sus canciones. Nássara sólo tenía la primera parte de una marchinha, mas luego la finalizó y Batista grabó su primer gran éxito Periquitinho Verde, que estrenó en el carnaval del año siguiente.
En 1938, actuó en las películas Futebol em Família (J. Ruy), Bombonzinho y Banana da Terra, y, en Belo Horizonte, MG, recibió a la banda de la mejor cantante del gobernador Benedito Valadares. Grabó Tirolesa (Oswaldo Santiago y Paulo Barbosa), uno de los dos grandes éxitos del Carnaval de 1939, y ganó un concurso patrocinado por el diario O Globo para escoger a la cantante favorita de la capital federal. En el mismo año, Batista tuvo muchos otros grandes éxitos: Moleque Teimoso (Jorge Faraj y Roberto Martins), Era Só o Que Faltava (Oscar Lavado, Raul Longras y Zé Pretinho), Mamãe, Eu Vi um Touro (Jorge Murad y Oswaldo Santiago).
En 1940 tuvo éxito en el carnaval con Katucha (Georges Moran y Oswaldo Santiago) y participó en la película Laranja da China. Batista también tuvo éxito con Upa, Upa, Nunca Mais (ambas de Ary Barroso), Acredite Quem Quiser (Frazão y Nássara) e Inimigo do Batente (Germano Augusto y Wilson Batista). En ese mismo año, firmó un millonario contrato con Rádio Ipanema e hizo su primera gira internacional (Argentina). En 1941 actuó en la película Entra na Farra  y, 3 años después, en Abacaxi Azul. En 1945, Batista tuvo éxito con Eu Quero É Sambar (Alberto Ribeiro y Peterpan). En 1947, actuó en la película Fogo na Canjica. En 1948, fue coronada Reina de la Radio. En 1952 trabjando en Rádio Nacional y en Rádio Clube, presentó Recepção en Rádio Clube, el cual estaba dedicado a los compositores populares brasileños. Su actuación en este programa le valió una placa de plata por la SBACEM y un trofeo de la UBC.
En 1953, actuó en el teatro por segunda y última vez (la primera fue en 1952) y tuvo uno de sus más grandes éxitos con Se Eu Morresse Amanhã de Manhã (Antônio Maria). En 1954 actuó en la película Carnaval em Caxias, y después en Guerra ao Samba (1955), Tira a Mão Daí y Depois Eu Conto (1956), Metido a Bacana (1957), É de Chuá (1958) y Mulheres à Vista (1959). En el carnaval de 1958, fue un éxito con Mamãe, Eu Levei Bomba (J. Júnior y Oldemar Magalhães). En 1961, fue contratada por la TV Tupi. Donde fue un éxito en 1964 con A Índia Vai Ter Neném (Haroldo Lobo y Milton de Oliveira).
Disgustada por la falta de memoria nacional y sacudida por la muerte de su madre deja de cantar en la década de 1970. En los años 1980, conoce al cantante José Ricardo quien le ayudó a ella y a sus hermanas (Odete y Linda, acogiéndolas como miembros de su familia. Al final de los años 1990 se lanza el musical Somos Irmãs, protagonizado por Nicette Bruno y Suely Franco, que cuenta la historia de la vida de las cantantes.

## Principales éxitos
- A índia vai ter neném!, Haroldo Lobo y Milton de Oliveira (1964).
- Abre alas!, Chiquinha Gonzaga (1971); dúo con Linda Batista.
- Alguém como tu, José Maria de Abreu y Jair Amorim (1952).
- Casinha de sapé, Brasinha y Klécius Caldas (1965).
- Chico Brito, Afonso Teixeira y Wilson Batista (1950).
- Dança do urso, Arnaldo Paes y Max Bulhões (1942).
- Ela foi fundada, Arnô Provenzano, Oldemar Magalhães y Otolino Lopes (1957).
- Estranho amor, Garoto y David Nasser (1951).
- Inimigo do batente, Germano Augusto e Wilson Batista (1940).
- Mamãe, eu levei bomba, J. Júnior y Oldemar Magalhães (1958).
- Máscara da face, Armando Cavalcanti y Klécius Caldas (1953).
- Não é vantagem, Nelson Ferreira y Oswaldo Santiago (1940).
- Nunca, Lupicínio Rodrigues (1951).
- O primeiro clarim, Rutinaldo y Klécius Caldas (1970).
- Pirata, Alberto Ribeiro y João de Barro (1936).
- Periquitinho verde, Nássara y Sá Róris (1937).
- Pindamonhangaba, Pedro Caetano y Wilson Batista (1951).
- Quando o tempo passar, David Nasser y Herivelto Martins (1951).
- Quem já sofreu, Felisberto Martins y Luiz Soberano (1949).
- Rio, Ary Barroso (1949).
- Senhora (Señora), Orestes Santos, versión de Lourival Faissal (1952).
- Última orquestra, Brasinha y Newton Teixeira (1971).
- Upa, upa! (Meu trolinho), Ary Barroso (1940).
- O sanfoneiro só tocava isso, Geraldo Medeiros y Haroldo Lobo (1950).

## Filmografía
- Cantoras do Rádio, documental del 2009 dirigido por Gil Baroni.
- Carnaval Barra Limpa (1967)
- 007 e Meio No Carnaval (1966)
- O Viúvo Alegre (1960)
- Entrei de Gaiato (1959)
- Mulheres à Vista (1959)
- É de Chuá! (1958)
- Metido a Bacana (1957)
- Depois Eu Conto (1956)
- Tira a Mão Daí! (1956)
- Guerra ao Samba (1955)
- Carnaval Em Caxias (1953)
- É Fogo na Roupa (1952)
- Está Com Tudo (1952)
- Carnaval No Fogo (1949)
- Eu Quero É Movimento (1949)
- Folias Cariocas (1948)
- Esta É Fina! (1948)
- Fogo Na Canjica (1947)
- Não Adianta Chorar (1945)
- Abacaxi Azul (1944)
- Entra Na Farra (1941)
- Laranja da China (1940)
- Onde estás, Felicidade? (1939)
- Banana da Terra (1939)
- Futebol Em Família (1938)
- Bombonzinho (1937)
- João Ninguém (1936)
- Alô, Alô Carnaval (1936)
- Alô, Alô, Brasil (1935)

## Curiosidades
- Dobló a Dinah Shore en la versión en portugués de Música maestro de Disney. La canción que ella canta en la película Two silhouettes (Charles Wolcott e Ray Gilbert), que, con la versión de Aloysio de Oliveira conocida en Brasil como Dois corações fue lanzada en disco por la Continental.
- Fue la primera, junto a Linda Batista en grabar Abre alas! de Chiquinha Gonzaga en su totalidad. Hasta entonces, la música era conocida solamente por colgajos e injertos en otros discos.